# Giáo đường Do Thái Újpest
Giáo đường Do Thái Újpest là một giáo đường Do Thái giáo Neolog ở Újpest (New Pest), quận IV, Budapest, Hungary. Công trình giáo đường được xây dựng  theo phong cách lãng mạn vào năm 1866. Bên trong Giáo đường có sức chứa lên đến 1.000 chỗ ngồi.  Giáo sĩ Sander Rosenberg từ Arad là người đã cử hành lễ khánh thành.  Lễ khánh thành giáo đường là một "ngày lễ lớn" đối với người Do Thái và cả người theo đạo Cơ đốc của Újpest.  Giáo đường nằm trên đường Attila József cách ga tàu điện ngầm Újpest-Városkapu khoảng năm phút đi bộ.
Giáo đường Do Thái được thành lập bởi gia đình Lowy.
Cộng đồng Do Thái giáo Chính thống tại địa phương không đồng ý với Do Thái giáo Neolog, đã tách ra và thành lập giáo đường Do Thái của riêng họ.
Trong Thế chiến thứ hai, giáo đường Do Thái đã bị Đức Quốc xã cướp phá và phá hủy một phần. Sau chiến tranh, giáo đường Do Thái được xây dựng lại. Người ta cho xây dựng thêm một đài tưởng niệm cuộc diệt chủng Holocaust đặt ngay cạnh giáo đường.  Đài tưởng niệm được Tổng thống Hungary Zoltán Tildy khánh thành. Đài tưởng niệm là một bức tường với tên của 17.000 cư dân Ujpest Do Thái từng là nạn nhân của cuộc diệt chủng Holocaust.